# Diocesi di Duleek
La diocesi di Duleek (in latino: Dioecesis Davligensis) è una sede soppressa e sede titolare della Chiesa cattolica. Per la sede titolare, immutato il latino, si usa la grafia Daimlaig.

## Territorio
Sede vescovile era la città di Duleek, nell'odierna contea di Meath.

## Storia
L'abbazia di Duleek fu fondata nella seconda metà del V secolo da san Kenan, che ne fu il primo vescovo.
È nominata fra le diocesi stabilite dal sinodo di Rathbreasail del 1111.
Il sinodo di Kells del 1152 riconobbe la diocesi di Duleek come suffraganea dell'arcidiocesi di Armagh, ma verso il 1160 la diocesi fu soppressa e incorporata nella diocesi di Meath.
Dal 1969 Duleek è annoverata tra le sedi vescovili titolari della Chiesa cattolica con il nome di Daimlaig; dal 26 luglio 2005 il vescovo titolare è Rutilio del Riego Jáñez, già vescovo ausiliare di San Bernardino.

## Cronotassi

### Vescovi
- San Kenan † (circa 450 - 2 o 24 novembre 488 o 489 deceduto)
- San Fergus † (? - 778 deceduto)
- Gnia † (? - 870 deceduto)
- Cormac † (? - 882 deceduto)
- Colman † (? - 902 deceduto)
- Tuathal † (? - 927 deceduto)
- Caon Cambrach † (? - 941 deceduto)
- Giolla Mochua † (? - 1117 deceduto)

### Vescovi titolari
- Francis Thomas Hurley † (4 febbraio 1970 - 20 luglio 1971 nominato vescovo di Juneau)
- Lawrence Joseph Riley † (7 dicembre 1971 - 2 dicembre 2001 deceduto)
- Rutilio del Riego Jáñez, dal 26 luglio 2005